# 連島地区
連島地区（つらじまちく）は、岡山県倉敷市水島地域西北部にある地区である。旧浅口郡連島町の内、現在狭義の水島地区に該当するエリアを除いた地区である。
なお当ページでは便宜上、大字の一部である連島町の名を略して説明している箇所もある。

## 概要
高梁川下流の河口付近東岸にある連島山塊とも呼ばれ、太平山などの山頂をもつ独立丘の周辺と、その南部に広がる平野部に相当する。山塊周辺の山麓部は古くからの集落が多いが、平野部は水島臨海工業地帯のベッドタウンとして宅地・道路が開発され、住宅地やロードサイド店舗が多く立ち並ぶ一方、鶴新田や江長・北面など田畑も多く残っている地区もある。また、丘陵部も大型住宅地が造成され、地域全体の人口は現行の倉敷市施行時に比べ激増している。
古くは周囲は海域で、連島山塊は備前国児島郡西端に属し、児島の属島である連島（都羅島）という島嶼であった。和名類聚抄等に記載されている都羅郷は、連島を中心とする一帯に比定されている。
児島郡北西地区では、東の藤戸湊に対し西の連島湊とし、高梁川の河口に近い内海湊として栄えた。
中世になると都羅島庄（つらじましょう）という都羅郷を元にしたものとされる荘園があったとされ、応永20年の東寺文書に児島郡にある細川氏の所領として記録が残る。
なお、都羅郷および都羅庄のその詳域は不明である。『大日本地名辞書』では、当地の他に東隣の福田や、児島地区南部をふくむ一帯と推定している。一方、『荘園志料』では、連島のみに比定している。連島の表記は中世後期頃から散見されるようになったとされる。
戦国時代は毛利氏の配下となる。中世後期頃になると、『吉備の穴海』の西北部で、連島北部から高梁川河口までの間に広がる『阿知の海』が、高梁川の沖積作用により浅くなり干潮時には干潟が広がるようになる。天正期に宇喜多秀家が命じて行われた干拓を皮切りに、江戸時代にかけて徐々に干拓による新田開発が進行し、陸地が南下していった。高梁川が現在の総社市清音古地で東西に分岐した、八幡山山塊を北端とするデルタも南下していき、17世紀前半、寛永6年の西阿知沖新田・連島北面新田の干拓により、ついに連島は陸地化。前述の八幡山を北端とするデルタの南端部となり、東西高梁川に囲まれた酒津・水江・中島・西阿知・片島などと同じ川中島地帯の一部となった。これにより連島北側は漁業地帯から農村地帯へ変化するが、南側は海に面し、また東西両高梁川河口部という地になったので港町としてはまだ機能していた。なお、この頃に備前国児島郡から備中国浅口郡に移管された（その他に戦国時代に移管されたという説もある）。
その後、18世紀以降になると連島南側も新田開発の拠点となり、江長新田・大江新田・茂浦新田・亀島新田・西之浦新田・鶴新田などが開発され、港町・漁村から農村地帯へ変貌した。これらの新田は備中南東部の平野部と同様に全国屈指の綿花の栽培地となり、それに関連する手紡糸なども生産された。かつての水夫や漁夫は連島商人として全国を行商するようになり、綿関連の商いを行い活躍した。他にもイグサなども全国有数の栽培地であった。
近代になると、綿作の衰微し、それに伴い手紡糸などの綿加工業も衰えたが、これらの新田は、高梁川の後背湿地帯であることを利用し蓮田が多く誕生。レンコン栽培が盛んに行われ、同じく江長地区などでは明治・大正期の高梁川改修による東高梁川廃川地を利用したゴボウも生産されるようになり、広く県内外に流通。現在では連島レンコン、江長ゴボウ、連島ゴボウなどとしてブランド化されている。その他ではショウガなども栽培されている。
また、現在は衰退しているが、湿地帯のアシを原料とした連島すだれの生産も農家の副業として広く行われていた。その後ビニール製にシフトした。
近世以降、連島の所領の変遷はめまぐるしく変化しており、それは明治になっても同様で、合併・分村を繰り返す。明治36年に、連島・西之浦・亀島・鶴新田の各村が合併して新しい連島村となり、ようやく連島がひとつとなる。明治45年4月1日の町制施行を経て、昭和28年6月1日に旧倉敷、昭和42年2月1日に現倉敷市となり現在に至る。
明治・大正期の高梁川改修による東高梁川廃川地は西半分が連島町分で、河口部は東半分の福田分と両地沖合の干拓・埋立による新開地と併せて一体化した都市計画が行われ、狭義の水島エリアを形成した。特に旧河口部廃川地は市街地を形成し発達した（詳細は水島地区を参照）。現在は連島とは別地域として扱うことが多い。

## 地域

### 鶴新田
後述の西之浦の南に広がる平地で、近世における干拓地である。
水島の他地域同様に市街化が著しいが、一方で農地も未だ多く存在し、工業地としてしられる水島管内で随一とも言える農業地となっている。古くから土地質を生かして栽培されたレンコンが特産品となっている。

### 西之浦
山塊西部を占める地区で、高梁川の東岸に当たる。対岸には玉島の上成・乙島がある。かつて連島町（連島村）の役場が置かれるなど、連島地域の中枢的な地区である。
水島工業地帯が造成されると宅地が多く造成され、人口が増加。特に南西部に川崎製鉄の巨大社宅が建設され、鶴の浦の大字が新設された。これにより新たに西部（弁財天地区・鶴の浦など）を学区とする霞丘小学校が設置された。

### 亀島
亀島・亀島新田・連島中央・神田からなる。
連島山塊中部の矢柄の南方に広がる平地で、近世の干拓地である。地区南端部に亀島山という丘（標高約30m）があり、かつては島であった。地名はこの山（島）に由来する。
なお同じ旧亀島村域である矢柄も当エリアに含むこともある。

### 矢柄
連島山塊の中部に位置し、山の南と北に広がっている。南側が矢柄の中心地区なので北側（北面地区）は事実上の飛び地の状態である。歴史的背景も考慮し、北面は後述の北面のページで記述する。
地名は、源平水島合戦のときに那須与一が扇の的を射た矢の柄が流れ着いたことに由来するといわれ、宝島寺は、そのときの矢を宝としたという伝承に基づく寺院といわれる。

### 連島
連島および連島1〜5丁目からなり、連島地域の東部にあたり、山塊東部とその周辺の平地からなる。連島町新設以前の連島村および明治初期の大江連島村（おおえつらじまそん）に概ね相当。
狭義の連島にあたり、広義の連島との混同をさけるため、このエリアを連島東小学校から校名の連島東と呼ばれることもあり、他に東連島と呼ばれることもある（略表記として連東、東連とも）。
なお丘陵北部は地図上は繋がっているが、地理的に事実上の飛び地の状態で、学区も別であり、歴史的経緯もあり別地域（北面）とされることも多い（北面参照）。
詩人・薄田泣菫の出身地で、生家が残る。

### 北面
連島山塊北側一帯の地区で、現在は北面という大字はない。しかし、西之浦・矢柄・連島の山の北側は、それぞれ北面という小字となっている。住所表記上は連島・矢柄・西之浦と続いているが、山があるため実際は事実上の飛び地となっている。そのため連島・矢柄・西之浦の南側地区とは特徴が異なっており、学校も連島北小学校として別学区を形成している。

### 旭丘
昭和53年に、人口の急増に伴い設置された旭丘小学校の学区に相当する。上記連島（連島東）のうち江長と新興住宅地の鶯丘を中心にした地区。他、連島北学区の大浦や、近隣地区である福田（浦田）・西阿知・中島・大高（福井）などもわずかであるが学区に含まれる。

## 人口・世帯数
平成24年9月末現在。
| 町字                        | 世帯数 | 男性人口 | 女性人口 | 総人口 | 備考                 |
| - 亀島 -                    |        |          |          |        |                      |
| --------------------------- | ------ | -------- | -------- | ------ | -------------------- |
| 神田1丁目                   | 462    | 506      | 441      | 947    | 水島に含むこともある |
| 神田2丁目                   | 363    | 418      | 403      | 821    | 水島に含むこともある |
| 神田3丁目                   | 529    | 629      | 639      | 1268   | 水島に含むこともある |
| 神田4丁目                   | 236    | 274      | 257      | 531    | 水島に含むこともある |
| 連島中央1丁目               | 334    | 412      | 400      | 812    |                      |
| 連島中央2丁目               | 225    | 261      | 257      | 518    |                      |
| 連島中央3丁目               | 233    | 261      | 244      | 505    |                      |
| 連島中央4丁目               | 334    | 422      | 400      | 822    |                      |
| 連島中央5丁目               | 487    | 571      | 564      | 1135   |                      |
| 亀島4丁目                   | 500    | 578      | 574      | 1152   |                      |
| 亀島5丁目                   | 351    | 424      | 404      | 828    |                      |
| 連島町亀島新田              | 229    | 284      | 278      | 562    |                      |
| （亀島 合計）               | 4283   | 5040     | 4861     | 9901   |                      |
| - 矢柄 (北面地区分含む) -   |        |          |          |        |                      |
| 連島町矢柄                  | 805    | 886      | 928      | 1814   |                      |
| （矢柄 合計）               | 805    | 886      | 928      | 1814   |                      |
| - 鶴新田 -                  |        |          |          |        |                      |
| 連島町鶴新田                | 3955   | 5190     | 5090     | 10280  |                      |
| 鶴の浦2丁目                 | 24     | 14       | 19       | 33     |                      |
| 鶴の浦3丁目                 | 196    | 351      | 322      | 673    |                      |
| （鶴新田 合計）             | 4175   | 5555     | 5431     | 10986  |                      |
| - 西之浦 (北面地区分含む) - |        |          |          |        |                      |
| 連島町西之浦                | 1952   | 2161     | 2210     | 4371   |                      |
| 鶴の浦1丁目                 | 876    | 862      | 14       | 876    |                      |
| （西之浦 合計）             | 2828   | 3023     | 2224     | 5247   |                      |
| - 連島 (北面地区分含む) -   |        |          |          |        |                      |
| 連島町連島                  | 2876   | 3780     | 3736     | 7516   |                      |
| 連島1丁目                   | 499    | 594      | 514      | 1108   |                      |
| 連島2丁目                   | 419    | 466      | 458      | 924    |                      |
| 連島3丁目                   | 166    | 178      | 166      | 344    |                      |
| 連島4丁目                   | 67     | 85       | 85       | 170    |                      |
| 連島5丁目                   | 129    | 151      | 164      | 315    |                      |
| （連島 合計）               | 4156   | 5254     | 5123     | 10377  |                      |
| 連島全域 総計               | 16247  | 19758    | 18567    | 38325  |                      |

## 郵便番号
- 神田 - 712-8061
- 亀島 - 712-8013
- 連島中央 - 712-8014
- 連島町亀島新田 - 712-8002
- 連島町矢柄 - 712-8015

- 連島町鶴新田 - 712-8006
- 鶴の浦 - 712-8007
- 連島町西之浦 - 712-8001
- 連島町連島 - 712-8011
- 連島 - 712-8012

## 学区
小学校区
- 霞丘 - 西之浦の内の弁財天地区、鶴の浦1丁目。
- 連島西浦 - 西之浦（弁財天・北面地区除く）、連島中央2・3丁目の各一部、連島中央4・5丁目、亀島新田の一部。
- 連島神亀 - 神田全域、亀島全域、連島中央1丁目の一部。
- 連島南 - 鶴新田全域、鶴の浦2・3丁目、水島川崎通1丁目の一部。
- 連島東 - 連島（北面・江長地区を除く。おおむね南部）、連島1～5丁目、矢柄（北面地区を除く）、亀島新田の一部、連島中央1～3丁目の各一部。
- 連島北 - 連島・矢柄・西之浦の各地のうち北面地区。
- 旭丘 - 連島のうち江長地区、および同鶯丘・大浦地区の各一部。

中学校区
- 連島 - 西之浦（弁財天・北面地区を除く）、矢柄（北面地区を除く）、連島中央・亀島新田・亀島・神田・連島1～5丁目の各全域、連島（江長・北面地区を除く）。
- 連島南 - 鶴新田・鶴の浦の各全域、西之浦の内の弁財天地区、水島川崎通1丁目の一部。
- 倉敷第一（倉敷地区） - 連島・矢柄・西之浦の各地のうち北面地区。水島地区外の中学校区となる。
- 南（倉敷地区） - 連島のうち江長地区、および同鶯丘・大浦地区の各一部。水島地区外の中学校区となる。

## 沿革
- 1871年（明治4年）7月 - 廃藩置県。当時の連島エリア内には、浅口郡西之浦村・矢柄村・鶴新田村・亀島新田村・大江村・連島村が存在。
- 1872年（明治5年）5月 - 西之浦村と鶴新田村が合併し、新たな西之浦村を新設。
- 1875年（明治8年） - 高梁川に霞橋（木造）が完成。
- 1875年（明治8年）6月28日 -連島村・大江村が合併し大江連島村を新設。
- 1875年（明治8年）12月 - 西之浦村のうち北面新田と矢柄村のうち北面新田が分離・合併し、北面新田村を新設。
- 1877年（明治10年）5月25日 - 大江連島村と矢柄村が合併し連島村を新設。また北面新田村が分村となり、旧矢柄村分は連島村へ、旧西之浦村分は西之浦村へそれぞれ併合。
- 1880年（明治13年）3月 - 西之浦村が西之浦村と鶴新田村に分村。
- 1888年（明治21年）4月 - 連島村から旧矢柄村分と旧北面新田村分の一部を分離、亀島新田村に併合し、亀島村と改称。
- 1889年（明治22年）6月1日 - 町村制施行。当時の連島エリア内には、浅口郡西之浦村・亀島村・連島村・鶴新田村。
- 1903年（明治36年）1月1日 - 鶴新田村・西之浦村・亀島村・連島村が合併して新たな連島村を新設。
- 1912年（明治45年）4月1日 - 町制施行により連島町に改称。
- 1928年（昭和3年） - 霞橋の修繕工事が竣工。
- 1943年（昭和18年） - 三菱重工業航空機製作所岡山工場操業。
- 1945年（昭和20年）6月22日 - 水島空襲。
- 1950年（昭和25年）8月15日 - 連島町事件が発生。
- 1950年（昭和25年）9月8日 - 連島町と福田町が合併協議を開始。
- 1953年（昭和28年）6月1日 - 連島町が倉敷市に編入合併。
- 1968年（昭和43年） - 新しい霞橋が完成。

## 地勢
山岳
- 連島山塊
  - 大平山
- 亀島山

河川
- 高梁川
- 茂浦川
- 矢柄川

## 産業・特産品
- 農業
  - 米
  - レンコン - 鶴新田など
  - ゴボウ - 連島（江長）など
  - ショウガ
  - ブドウ
  - 麦 - 現在は衰退
  - イグサ - 現在は衰退
  - 綿花 - 現在は衰退
- 製造業
  - 酒造 - 「嶺乃誉」の渡辺酒造、「富志美盛」の大野酒造、「宝冨士」の遠藤酒造場など
  - すだれ - 現在は衰退
  - 綿加工品 - 現在は衰退
  - イグサ加工品 - 現在は衰退

## 主要施設

### 行政施設
- 連島公民館[7] - 西之浦
- 水島警察署
  - 連島中央交番 - 連島中央3
  - 江長交番 - 連島（江長）
  - 鶴の浦交番 - 鶴の浦3

### 教育・保育施設
小学校
- 倉敷市立連島神亀小学校 - 神田3
- 倉敷市立連島東小学校 - 連島(茂浦)
- 倉敷市立旭丘小学校 - 連島(江長)
- 倉敷市立連島南小学校 - 鶴新田
- 倉敷市立連島西浦小学校 - 西之浦
- 倉敷市立霞丘小学校  - 西之浦（弁財天）

中学校
- 倉敷市立連島中学校 - 連島中央5
- 倉敷市立連島南中学校 - 鶴新田

幼稚園
- 倉敷市立西浦東幼稚園 - 亀島新田
- 倉敷市立連島東保育園 - 連島（大江）
- 倉敷市立旭丘幼稚園 - 連島（江長）
- 倉敷市立連島南幼稚園 - 鶴新田
- 第二まこと幼稚園 - 鶴の浦2
- 倉敷市立西浦幼稚園 - 西之浦
- まこと幼稚園 - 鶴の浦1

保育園
- 倉敷市立連島保育園 - 連島中央5
- のぞみ保育園 - 神田1
- めばえ保育園 - 鶴新田

ほか
- 瀬戸内学園 - 矢柄
- 倉敷芸術科学大学 - 西之浦

### 郵便局
- 連島中央郵便局 - 連島中央2
- 倉敷亀島二郵便局 - 亀島2
- 倉敷江長郵便局 - 連島（江長）
- 倉敷鶴の浦郵便局 - 鶴の浦1
- 連島郵便局 - 西之浦

### 金融機関・組合
- 水島信用金庫 矢柄支店 - 連島中央2
- 水島信用金庫 連島支店 - 連島中央5
- 水島信用金庫 鶴の浦支店 - 鶴の浦1
- 中国労働金庫 水島支店 - 神田2
- 横浜幸銀信用組合 倉敷支店 - 神田2
- 晴れの国岡山農業協同組合 連島支店 - 西之浦

### 医療機関
- 松枝病院 - 連島中央5
- 水島第一病院 - 神田2
- 小川医院 - 連島5
- 倉敷リバーサイド病院 - 鶴の浦2
- 武田病院 - 西之浦

### 企業事業所
- 水島臨海工業地帯B地区各企業
- 渡辺酒造 - 亀島（亀島新田）
- 倉敷化工 - 矢柄（北面）
- 水島車輌 - 連島中央4
- 菱野産業 - 連島1
- 倉敷大果 - 連島2
- 協生工業 - 連島2
- 三ツ星ベルト - 連島2
- 川上建設 - 連島3
- 日建産業 - 連島3
- 小野塗装 - 連島（大江）
- 丸文自動車 - 連島（大江）
- 岡山県貨物 - 連島（大江）
- マルナガ梱包 - 連島（大江）
- 川上建設 - 連島（大江）
- 萩原工業 - 連島（江長）
- 倉敷化工 - 矢柄
- 間所金属 - 鶴新田
- 林テレンブ - 鶴新田
- 西部ホイール - 鶴新田
- リンテックス - 鶴新田
- 富士ダルマ - 鶴新田
- 神商工業 - 鶴新田

### 商店
- ニシナ・フードバスケット 連島中央店 - 連島中央2
- ニシナ・フードバスケット 神田店 - 神田2
- モスバーガー 倉敷水島店 - 連島中央1
- マクドナルド 倉敷連島店 - 神田3
- ホンダカーズ倉敷南 水島店 - 連島中央4
- ハローズ 連島店 - 連島2
- オートバックス - 連島3
- Pモール東連島 - 連島（大江）
- ザ・ビッグ 連島店 - 鶴新田
- ホームセンターコーナン 連島店 - 鶴新田
- ニシナ 連島南店 - 鶴新田
- 山陽マルナカ連島店 - 西之浦

### 娯楽施設
- 水島バッティングセンター - 神田1
- ピーチゴルフプラザ - 鶴新田
- プレゴ - 鶴の浦2
- ヘルスピア倉敷[8] - 西之浦

### 神社仏閣
- 薬師院 - 真言宗、西之浦
- 正福寺 - 真言宗、西之浦
- 宝隆寺 - 西之浦
- 多聞院 - 西之浦
- 地蔵院 - 臨済宗、連島（茂浦）
- 梅雲寺 - 臨済宗、連島（茂浦）
- 徳寿院 - 臨済宗、連島（江長）
- 宝島寺 - 真言宗、矢柄
- 真如院 - 真言宗、矢柄
- 観音寺 - 真言宗、矢柄
- 西福寺 - 西之浦（北面）
- 寂厳堂 - 西之浦（北面）
- 厳島神社 - 西之浦
- 箆取神社 - 西之浦
- 猿田毘古神社 - 西之浦
- 厄神社 - 西之浦
- 荒神社 - 連島（大江）
- 亀島神社 - 亀島（亀島新田）
- 八幡神社 - 矢柄
- 七面大明神 - 西之浦（北面）
- 八幡神社 - 西之浦（北面）
- 伏見稲荷神社 - 亀島
- 亀島大明神 - 亀島
- 加盃成大明神 - 矢柄
- 寅崎神社 - 鶴新田

### その他宗教施設
- 天理教 松島文教会 - 連島（江長）

## 名所・旧跡
- 厄神社薄田泣菫詩碑 - 西之浦
- 薄田泣菫生家 - 連島（大江）
- 宝島寺・仁王門 - 矢柄、市指定重要文化財
- 北面城址 - 矢柄（北面）
- 北面貝塚群 - 矢柄（北面）
- 亀島山 - 亀島
- 亀島山花と緑の公園 - 亀島

## 交通
鉄道
- 水島臨海鉄道水島本線
  - 浦田駅 - 倉敷市福田町浦田との境界地に立地

道路
- 国道429号
- 国道430号
- 岡山県道188号水島港線
- 岡山県道274号福田老松線
- 岡山県道275号藤戸連島線
- 岡山県道398号水島港唐船線
- 岡山県道428号倉敷西環状線
- 水島港臨港道路（倉敷みなと大橋）